# Rafał Stocki
Rafał Grzegorz Stocki – polski inżynier, doktor habilitowany nauk technicznych. Specjalizuje się w analizie niezawodności konstrukcji, optymalizacji niezawodnościowej i odpornościowej, metodach symulacji stochastycznych oraz w zastosowaniach metamodeli w optymalizacji. Pracownik naukowy Instytutu Podstawowych Problemów Techniki PAN oraz warszawskiego Instytutu Lotnictwa.
Studia na Wydziale Inżynierii Lądowej Politechniki Warszawskiej ukończył w 1995. Stopień doktorski w zakresie budownictwa uzyskał w Instytucie Podstawowych Problemów Techniki PAN w roku 2000 na podstawie pracy pt. Niezawodnościowa optymalizacja konstrukcji prętowych w zakresie dużych przemieszczeń - teoria i program komputerowy, przygotowanej pod kierunkiem Michała Kleibera. W tym samym Instytucie uzyskał habilitację (2012) na podstawie rozprawy Analiza niezawodności i optymalizacja odpornościowa złożonych konstrukcji i procesów technologicznych. Swoje prace publikował m.in. w takich czasopismach jak: „Journal of Statistical Planning and Inference”, „Computer Assisted Mechanics and Engineering Sciences”, „Computers & Structures” oraz „Mechanical Systems and Signal Processing”.